# Ádám Zoltán (labdarúgó)
Ádám Zoltán (Mezőkeresztes, 1916 – ?) magyar labdarúgó, csatár.
Mezőkeresztesen született és ott kezdett futballozni. Az iskolai tanulmányait Miskolcon végezte el. Itt az Attila és MAFC csapataiban szerepelt. A Kassai AC állást ígért a részére, így 1939-ben oda igazolt. Munkát végül nem kapott, ezért Mezőkeresztesen lett segédjegyző. Ebben az időszakban nem edzett, csak a Kassa mérkőzéseire utazott el. 1940 májusáig játszott Kassán.